# Quantum Leap (televisieserie uit 2022)
Quantum Leap (Nederlands: Quantumsprong) is een Amerikaanse televisieserie van Donald Bellisario, die op de Amerikaanse televisie van 2022 tot 2024 twee seizoenen lang werd uitgezonden door NBC. Het is een reboot van de gelijknamige televisieserie uit 1989.

## Verhaal
Dertig jaar zijn verstreken sinds dr. Sam Beckett verdween in de Quantum Leap-versneller. Het Quantum Leap-project is opnieuw opgestart met een nieuw team dat de mysteries achter Beckett en zijn machine probeert te ontrafelen.
Om onbekende redenen heeft dr. Ben Song, de hoofdfysicus van het nieuwe project, nieuwe programmacode geüpload naar de projectsystemen en de verbeterde versneller gebruikt om terug in de tijd te springen. Hij raakt net als Beckett verdwaald in het verleden, leeft het leven van anderen en verandert de geschiedenis in de hoop terug te keren naar het heden. Projectmedewerker Addison Augustine, Bens verloofde, fungeert als zijn contactpersoon voor het project en verschijnt als een hologram dat alleen hij kan zien en horen, net zoals Al Calavicci dat deed voor Beckett in het vorige project.
Het nieuwe Quantum Leap-team bestaat verder uit hoofdtechnicus Ian Wright, hoofd beveiliging Jenn Chou en projectleider Herbert "Magic" Williams. Het tweede seizoen introduceert Tom Westfall, een inlichtingenofficier van het Amerikaanse leger en Addisons nieuwe liefde, en Hannah Carson, een voormalige serveerster en expert in natuurkunde  die in verschillende sprongen opduikt.

## Rolverdeling

### Hoofdrollen
- Raymond Lee als Ben Song
- Caitlin Bassett als Addison Augustine
- Mason Alexander Park als Ian Wright
- Ernie Hudson als Herbert "Magic" Williams
- Peter Gadiot als Tom Westfall (seizoen 2)
- Eliza Taylor als Hannah Carson (seizoen 2)

### Bijrollen
- Susan Diol als Beth Calavicci[2]
- Georgina Reilly als Janis Calavicci
- Walter Perez als Richard Martinez/Leaper X
- Alice Kremelberg als Rachel

### Gastrollen
Een aantal bekende acteurs is te zien in eenmalige gastrollen, onder meer Jewel Staite, Robert Picardo, Brandon Routh, Erica Gimpel en Lou Diamond Phillips.

## Afleveringen
Het eerste seizoen, bestaande uit 18 afleveringen, werd door NBC uitgezonden van 19 september 2022 tot en met 3 april 2023. Het tweede van 13 afleveringen was te zien van 4 oktober 2023	tot en met 20 februari 2024. In april 2024 annuleerde NBC de serie.

### Seizoen 1
1. July 13, 1985
2. Atlantis
3. Somebody Up There Likes Ben
4. A Decent Proposal
5. Salvation or Bust
6. What a Disaster!
7. O Ye Of Little Faith
8. Stand by Ben
9. Fellow Travelers
10. Paging Dr. Song
11. Leap. Die. Repeat.
12. Let Them Play
13. Family Style
14. S.O.S.
15. Ben Song for the Defense
16. Ben, Interrupted
17. The Friendly Skies
18. Judgment Day

### Seizoen 2
1. This Took Too Long!
2. Ben & Teller
3. Closure Encounters
4. The Lonely Hearts Club
5. One Night in Koreatown
6. Secret History
7. A Kind of Magic
8. Nomad
9. Off the Cuff
10. The Family Treasure
11. The Outsider
12. As the World Burns
13. Against Time